# Bouřňák
Bouřňák är ett berg i Tjeckien.   Det ligger i regionen Ústí nad Labem, i den nordvästra delen av landet, 80 km nordväst om huvudstaden Prag. Toppen på Bouřňák är 869 meter över havet.
Terrängen runt Bouřňák är kuperad österut, men västerut är den platt.Runt Bouřňák är det tätbefolkat, med 476 invånare per kvadratkilometer. Närmaste större samhälle är Teplice, 9,7 km sydost om Bouřňák. I omgivningarna runt Bouřňák växer i huvudsak blandskog.